# Abisara daphne
Abisara daphne är en fjärilsart som beskrevs av Bennett 1950. Abisara daphne ingår i släktet Abisara och familjen Riodinidae. Inga underarter finns listade i Catalogue of Life.